# Deutsche Leichtathletik-Meisterschaften 1937
Die 39. Deutschen Leichtathletik-Meisterschaften fanden am 24. und 25. Juli 1937 im Berliner Olympiastadion statt.

## Sport in Deutschland im Zeichen des Nationalsozialismus
Jüdische Sportlerinnen und Sportler hatten es nach den Lockerungen der Bedingungen im Olympiajahr 1936 nun wieder umso schwerer und durften aufgrund des Arier-Erlasses aus dem Jahr 1933 sowie der Nürnberger Gesetze von 1935 nicht teilnehmen.
Der Sport wurde allgemein gefördert, um die eigene Stärke zur Schau zu stellen.

## Wettbewerbsprogramm
Im Meisterschaftsprogramm gab es zwei Änderungen:
- Erstmals fand eine Meisterschaft im sogenannten „Deutschen Fünfkampf“ statt, der nichts anderes war als der erste Tag des Zehnkampfs, in diesem Jahr ausgetragen nach der Wertung von 1934.
- Der Waldlauf wurde gestrichen und erst bei den zweiten Meisterschaften nach dem Zweiten Weltkrieg 1947 wieder ins Angebot genommen.

Nach den starken Reduzierungen der beiden Vorjahre wies das Wettkampfprogramm der Frauen wieder die damals üblichen Disziplinen auf.

## Ausgelagerte Disziplinen
Verschiedene Meisterschaftswettbewerbe wurden ausgelagert.
- Frankfurt, 10. und 11. Juli:
  - alle Staffelwettbewerbe
  - Mehrkämpfe (Frauen: Fünfkampf / Männer: Fünf- und Zehnkampf)
- Bonn, 25. Juli:
  - 50-km-Straßengehen.

## Intersexualität
Auch 1937 gewann Dora Ratjen den Hochsprung, doch wurden ihr/ihm nachträglich die Meistertitel wegen ihrer/seiner Intersexualität aberkannt.

## Sportliche Leistungen / Rekorde
Das Leistungsniveau war begünstigt durch die Sportförderung der Nationalsozialisten auch nach internationalen Maßstäben weiterhin hoch.
Es wurden zwei neue deutsche Rekorde (DR) aufgestellt:
- 800-Meter-Lauf: 1:50,9 min – Rudolf Harbig (Dresdner SC)
- Weitsprung: 5,96 m – Käthe Krauß (Dresdner SC)

## Ergebnisübersichten
Die folgenden beiden Übersichten fassen die Medaillengewinner und -gewinnerinnen aller Wettbewerbe von 1937 zusammen.

### Medaillengewinner Männer
| Disziplin                                    | Gold                                                                           | Leistung              | Silber | Leistung               | Bronze                                                            | Leistung                   |
| -------------------------------------------- | ------------------------------------------------------------------------------ | --------------------- | --- | ---------------------- | ----------------------------------------------------------------- | -------------------------- |
| 100 m                                        | Erich Borchmeyer (Stuttgarter Kickers)                                         | 10,8 s00000           | Gerd Hornberger (Eintracht Frankfurt)                                                                                          | 10,8 s00               | Karl Neckermann (Post SV Mannheim)                                | 10,8 s00                   |
| 200 m                                        | Gerd Hornberger (Eintracht Frankfurt)                                          | 21,6 s00000           | Karl Neckermann (Post SV Mannheim)                                                                                             | 21,9 s00               | Jakob Scheuring (Turnerbund Ottenau)                              | 22,0 s00                   |
| 400 m                                        | Erich Linnhoff (SCC Berlin)                                                    | 49,0 s00000           | Ferdy Kisters (Post SV Düsseldorf)                                                                                             | 49,1 s00               | Peter Rössler (Sport-Gemeinschaft Berlin)                         | 49,1 s00                   |
| 800 m                                        | Rudolf Harbig (Dresdner SC)                                                    | 1:50,9 min DR         | Ewald Mertens (KTV Wittenberg)                                                                                                 | 1:54,9 min             | Emil Lang (TSV 1860 München)                                      | 1:55,3 min                 |
| 1500 m                                       | Fritz Schaumburg (Polizei SV Berlin)                                           | 3:54,4 min000         | Edmund Stadler (Freiburger FC)                                                                                                 | 3:55,8 min             | Werner Stieglitz (Schwarz-Weiß Barmen)                            | 3:58,8 min                 |
| 5000 m                                       | Max Syring (KTV Wittenberg)                                                    | 14:53,0 min000        | Ernst Eberhardt (SC Komet Berlin)                                                                                              | 14:56,4 min            | Hans Raff (VfL Oberhausen)                                        | 14:59,2 min                |
| 10.000 m                                     | Walter Schönrock (KTV Wittenberg)                                              | 31:49,4 min000        | Walter Lieck (SV Telefunken Berlin)                                                                                            | 31:54,8 min            | Heinrich Hönninger (1. FC Nürnberg)                               | 31:59,6 min                |
| Marathon                                     | Werner Gnädig (SC Ullstein Berlin)                                             | 2:46:44,2 h00000      | Hermann Helber (Reichsbahn- und Post-SG Stuttgart)                                                                             | 2:52:55,6 h00          | Max Wiedemann (TSV 1860 München)                                  | 2:55:37,0 h00              |
| Marathon, Mannschaftswertung                 | TSV 1860 MünchenMax Wiedemann Wilhelm Zoller Willi Wolfrum                     | 25 P (Plätze 3/12/14) | Polizei SV BerlinHeinrich Brauch Wilhelm Borgsen Gerhardt                                                                      | 36 P (Plätze 11/13/18) | BTSV 1850 BerlinJentzsch Bruno Eisenhardt Friedrich Blankenburg   | 53 P (Plätze 10/17/51)     |
| 110 m Hürden                                 | Erwin Wegner (Sport-Gemeinschaft Berlin)                                       | 14,9 s00000           | Karl Kumpmann (ASV Köln) | 15,1 s00               | Georg Glaw (VfL Halle 1896)                                       | 15,2 s00                   |
| 400 m Hürden                                 | Friedrich-Wilhelm Hölling (MSV Wünsdorf)                                       | 53,3 s00000           | Hans Scheele (Hamburger SV) | 53,6 s00               | Reinhold Boehm (SV Siemens Nürnberg)                              | 53,8 s00                   |
| 3000 m Hindernis                             | Alfred Dompert (Stuttgarter Kickers)                                           | 9:18,0 min000         | Ludwig Kaindl (SV Siemens Nürnberg)                                                                                            | 9:28,2 min             | Karl Otto (SV Allianz Berlin)                                     | 9:31,2 min                 |
| 4 × 100 m Staffel                            | Eintracht FrankfurtAdolf Metzner Willi Welscher Gerd Hornberger Ernst Geerling | 42,6 s00000           | Stuttgarter KickersErich Koch Peter Robens Bert Sumser Erich Borchmeyer                                                        | 42,8 s00               | Berliner TurnerschaftErnst Becker Löwe Martin Fischer Körber      | 43,1 s00                   |
| 4 × 400 m Staffel                            | Stuttgarter KickersManfred Kramer Bert Sumser Walther Tripps Peter Robens      | 3:19,6 min000         | SCC BerlinBruno Galuba Wilhelm Single Manfred Bues Erich Linnhoff BSG Allianz BerlinHeinz Matthus Fritsch Brache Helmut Hamann | 3:20,0 min             |                                                                   |                            |
| 4 × 1500 m Staffel                           | KTV WittenbergWalter Schönrock Ewald Mertens Karl-Heinz Becker Max Syring      | 16:16,0 min000        | TSV 1860 MünchenGeorg Ostertag Josef Eder Emil Lang Kurt Ritter                                                                | 16:18,4 min            | SV Darmstadt 98Georg Creter Ludwig Held Arthur Blind Ludwig Löwel | 16:23,6 min                |
| 50-km-Straßengehen                           | Friedrich Prehn (TSG Leipzig-Lindenau)                                         | 4:34:21,2 h00000      | Fritz Bleiweiß (Berliner AK)                                                                                                   | 4:38:10,0 h00          | Herbert Dill (Reichsbahn SV Berlin)                               | 4:42:37,0 h00              |
| 50-km-Straßengehen, Mannschaftswertung       | Brigade 35 LeipzigFriedrich Prehn Kirsch Martin Köhler                         | Plätze 1/4/5          | Reichsbahn SV BerlinHerbert Dill Karl Köppen Jostag                                                                            | Plätze 3/6/9           | nur 2 Teams in der Wertung                                        | nur 2 Teams in der Wertung |
| Hochsprung                                   | Gustav Weinkötz (ASV Köln)                                                     | 1,93 m                | Kurt Augustin (SV Allianz Berlin)                                                                                              | 1,90 m                 | Günther Gehmert (DSC Berlin)                                      | 1,85 m                     |
| Stabhochsprung                               | Julius Müller (TV Kuchen)                                                      | 4,00 m                | Karl Sutter (Freiburger FC) | 3,90 m                 | Wolfgang Hartmann (Alter TV Breslau)                              | 3,90 m                     |
| Weitsprung                                   | Luz Long (Leipziger SC)                                                        | 7,70 m                | Bernhard Aßmus (ASC Leipzig)                                                                                                   | 7,47 m                 | Carl Grampp (Berliner SC)                                         | 7,28 m                     |
| Dreisprung                                   | Walter Ziebe (LV Dessau)                                                       | 14,92 m               | Heinz Wöllner (ASC Leipzig) | 14,51 m                | Paul Witte (Eintracht Frankfurt)                                  | 14,23 m                    |
| Kugelstoßen                                  | Hans Woellke (Polizei SV Berlin)                                               | 15,82 m               | Heinrich Trippe (Polizei SV Düsseldorf)                                                                                        | 14,92 m                | Willi Konrad (TSV 1860 München)                                   | 14,85 m                    |
| Diskuswurf                                   | Willy Schröder (Polizei SV Berlin)                                             | 50,44 m               | Gerhard Hilbrecht (VfB Königsberg)                                                                                             | 48,37 m                | Ernst Lampert (TSV 1860 München)                                  | 47,49 m                    |
| Hammerwurf                                   | Karl Hein (SV St. Georg Hamburg)                                               | 54,71 m               | Erwin Blask (Berliner SC) | 54,66 m                | Karl Wolf (ASV Germania Karlsruhe)                                | 50,67 m                    |
| Speerwurf                                    | Hans Laqua (VfB Breslau)                                                       | 72,24 m               | Gerhard Stöck (SCC Berlin) | 64,12 m                | Gottfried Weimann (KTV Wittenberg)                                | 61,61 m                    |
| Fünfkampf, 1934er W. 2. Zeile: 1985er Wert.  | Fritz Müller (MTV Gifhorn)                                                     | 3840 P (3660 P)       | Gustav Weinkötz (ASV Köln) | 3686 P (3482 P)        | Günther Gehmert (DSC Berlin)                                      | 3668 P (3505 P)            |
| Zehnkampf, 1934er W. i. Klamm.: 1985er Wert. | Fritz Müller (MTV Gifhorn)                                                     | 6961 P (6694 P)       | Gerd Hilbrecht (VfB Königsberg)                                                                                                | 6737 P (6416 P)        | Günther Gehmert (DSC Berlin)                                      | 6225 P (6066 P)            |

### Medaillengewinnerinnen Frauen
| Disziplin                                      | Gold                                                             | Leistung       | Silber                                                            | Leistung       | Bronze                                                            | Leistung       |
| ---------------------------------------------- | ---------------------------------------------------------------- | -------------- | ----------------------------------------------------------------- | -------------- | ----------------------------------------------------------------- | -------------- |
| 100 m                                          | Käthe Krauß (Dresdner SC)                                        | 11,9 s         | Ilse Dörffeldt (SCC Berlin)                                       | 12,3 s         | Grete Winkels (SSV Köln)                                          | 12,3 s         |
| 200 m                                          | Maria Willenbacher (TG Schwenningen)                             | 25,6 s         | Resi Kurz (Eintracht Frankfurt)                                   | 25,7 s         | Grete Kuhlmann (Hamburger SV)                                     | 25,7 s         |
| 80 m Hürden                                    | Siegfriede Dempe (SC Weimar)                                     | 11,7 s         | Anni Steuer (TuS Duisburg 48/99)                                  | 11,8 s         | Annemarie Westphal (Eimsbütteler TV)                              | 12,0 s         |
| 4 × 100 m Staffel                              | SCC BerlinErika Biess Ilse Dörffeldt Emmy Albus Anneliese Müller | 49,2 s         | Dresdner SCElfriede Toobe Ursula Kanditt Luise Krüger Käthe Krauß | 49,2 s         | TS Jahn MünchenSedlmeyer Lisa Gelius Sophie Hagg Marianne Hummert | 49,2 s         |
| Hochsprung                                     | Elfriede Kaun (Kieler TV)                                        | 1,57 m000      | Luise Lockemann (VfB Jena)                                        | 1,50 m         | Gerda Bock (TK Hannover)                                          | 1,50 m         |
| Weitsprung                                     | Käthe Krauß (Dresdner SC)                                        | 5,96 m DR      | Hilde Franke (NSTV Breslau)                                       | 5,71 m         | Traute Göppner (LAVg. Danzig)                                     | 5,69 m         |
| Kugelstoßen                                    | Gisela Mauermayer (TV Nymphenburg München)                       | 12,88 m000     | Hermine Schröder geb. Wüst (TV 1883 Mundenheim)                   | 12,68 m        | Marie-Elise Richters (Hamburger Turnerschaft von 1816)            | 12,46 m        |
| Diskuswurf                                     | Gisela Mauermayer (TV Nymphenburg München)                       | 43,24 m000     | Elfriede Kirchhof (VfB Detmold)                                   | 39,44 m        | Anna Hagemann (Hessen-Preußen Kassel)                             | 38,40 m        |
| Speerwurf                                      | Lisa Gelius (TS Jahn München)                                    | 44,56 m000     | Luise Krüger (Dresdner SC)                                        | 42,92 m        | Lydia Eberhardt (TV Eislingen)                                    | 42,08 m        |
| Fünfkampf, offiz. Wert. 2. Zeile: 1980er Wert. | Käthe Krauß (Dresdner SC)                                        | 352 P (3381 P) | Lisa Gelius (TS Jahn München)                                     | 351 P (3197 P) | Grete Busch (Frauen-SC Wuppertal)                                 | 332 P (3125 P) |